# Atommasse
Die Atommasse ist die Masse eines einzelnen Atoms.
Es sind zwei Arten der Angabe der Atommasse in Gebrauch:
- Sie kann als absolute Atommasse {\displaystyle m_{\mathrm {A} }} angegeben werden
  - in der SI-Einheit Kilogramm (kg),
  - in der atomaren Masseneinheit (u, früher auch amu),
  - wegen der Äquivalenz von Masse und Energie in der Energieeinheit Elektronenvolt (eV) oder als Masse in eV/c2.
- Sie kann als relative Atommasse {\displaystyle A_{u}} angegeben werden – das ist der Zahlenwert der absoluten Masse, angegeben in u. Eine inkorrekte und inzwischen als veraltet angesehene Bezeichnung, die die relative Atommasse meinte, lautete Atomgewicht.[1]

Die absolute Atommasse {\displaystyle m_{\mathrm {A} }} ist also das Produkt der relativen Atommasse {\displaystyle A_{u}} und der atomaren Masseneinheit u.

## Grundlagen
Die atomare Masseneinheit u ist definiert als ein Zwölftel der Masse eines Atoms des Kohlenstoff-Isotops 12C. Sie ist damit ca. 8 ‰ kleiner als die Masse eines Wasserstoffatoms 1H. Durch die so gewählte Bezugsmasse liegen die Zahlenwerte {\displaystyle A_{u}} für alle bekannten Nuklide nahe bei einer ganzen Zahl.
Der durch Messung bestimmte Wert beträgt 1 u = 1.66053906892e-27 kg mit einer Messunsicherheit von 52 auf den beiden niederwertigsten Dezimalstellen. In der Biochemie, in den USA auch in der organischen Chemie wird die atomare Masseneinheit auch als Dalton (Einheitenzeichen Da) bezeichnet.
In der Chemie wird auf Empfehlung der IUPAC die relative Atommasse {\displaystyle A_{u}} für sich allein als eine eigene, dimensionslose Größe aufgefasst, die auch als Atomgewicht bezeichnet wird (siehe weiter unten, CIAAW). Die Verwendung dieser Bezeichnung wird inzwischen von der ISO als veraltet abgelehnt.
Die relativen Atommassen der Nuklide sind annähernd so groß wie die stets ganzzahligen Massenzahlen. Die Abweichungen werden durch die unterschiedlichen Massen von Proton und Neutron und den Massendefekt erklärt. Bei Mischelementen wird als die relative Atommasse das gewichtete arithmetische Mittel der Atommassen der Isotope angegeben – mit den natürlichen Häufigkeiten der Isotope als Gewichtsfaktoren. In diesen Fällen geht die Nähe zur Ganzzahligkeit verloren.
Hinweis: Die Atommassen und die Häufigkeiten sind in der Liste der Isotope und dort über den Index durch Anklicken des jeweiligen Elementes zu finden.
Beispiel: Kupfer hat zwei stabile Isotope
- 63Cu hat die Atommasse 62,93 und eine Häufigkeit von 69,15 %
- 65Cu hat die Atommasse 64,93 und eine Häufigkeit von 30,85 %

Das ergibt für die Atommasse des stabilen Elements den Tabellenwert 63,55 aus 62,93·0,6915 + 64,93·0,3085.
Aus den Atommassen, den daraus berechenbaren Molekülmassen und anhand der daraus abgeleiteten molaren Massen lassen sich die Massenverhältnisse der an einer chemischen Reaktion beteiligten Stoffe gemäß der zugehörigen Reaktionsgleichung berechnen.
Beispiel: Reaktionsgleichung {\displaystyle \mathrm {N_{2}+3\ H_{2}\longrightarrow 2\ NH_{3}} }
Wird näherungsweise mit {\displaystyle A_{u}(\mathrm {N} )=14} und {\displaystyle A_{u}(\mathrm {H} )=1} gerechnet, so bedeutet das in Blick auf den Massenumsatz
1·28 g N2 reagiert mit 3·2 g H2 zu 2·17 g NH3.

## Historisches

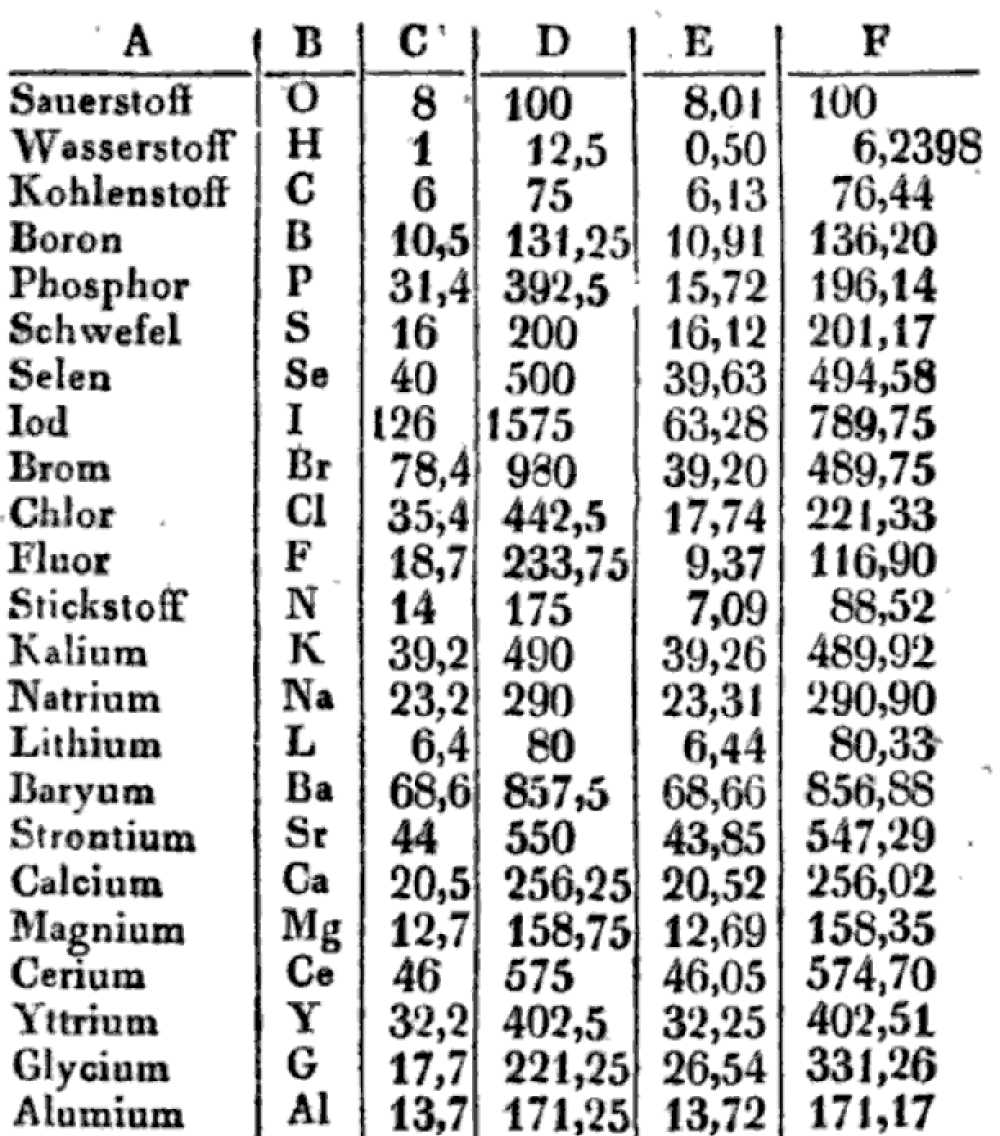
Tabelle mit Atomgewichten in Johann Samuel Traugott Gehlers physikalischem Wörterbuch 1840

Die erste Tabelle mit relativen Atommassen wurde 1805 von John Dalton veröffentlicht. Die Werte gewann er aus den Massenverhältnissen bei chemischen Reaktionen, wobei er das leichteste Teilchen bei Wasserstoff fand und als „Masseneinheit“ wählte (siehe Atomare Masseneinheit) – dies jedoch in Unkenntnis der Tatsache, dass gasförmiger Wasserstoff aus zweiatomigen Molekülen besteht.
Weitere relative Atom- und Molekülmassen wurden für gasförmige Stoffe auf der Grundlage des Avogadroschen Gesetzes berechnet, das heißt durch Abwiegen und Vergleichen bekannter Gasvolumina, später auch mit Hilfe der Faradayschen Gesetze. Avogadro bezeichnete die kleinsten denkbaren Teile noch als Moleküle. Berzelius führte dann den Begriff Atom für den kleinsten denkbaren Teil eines Stoffes ein. Willkürlich setzte er das Atomgewicht von Sauerstoff gleich 100. Spätere Forscher wählten  wieder den leichtesten Stoff, Wasserstoff, als Standard, setzten jedoch wie Dalton das Wasserstoffmolekül gleich 1. Für Kohlenstoff erhielten sie dann das „Äquivalentgewicht“ 6, für Sauerstoff 8.
Eigentlicher Wegbereiter für korrekte Atomgewichte von Elementen war Jean Baptiste Dumas. Er bestimmte für 30 Elemente sehr exakt die Atomgewichte und fand, dass 22 Elemente Atomgewichte hatten, die Vielfache des Atomgewichts von Wasserstoff sind.
Erst Stanislao Cannizzaro führte im Jahr 1858 die heutige Unterscheidung zwischen Atom und Molekül ein. Er nahm an, dass ein Molekül Wasserstoff aus zwei Atomen Wasserstoff bestehe. Für das einzelne Wasserstoffatom setzte er willkürlich das Atomgewicht 1 fest, ein Wasserstoffmolekül hat folglich eine Molekülmasse von 2. 1865 wurde Sauerstoff, dessen Atome im Mittel annähernd die 16-fache Masse des Wasserstoffatoms haben, von Jean Servais Stas als Bezugselement mit der Masse 16,00 vorgeschlagen.
1929 entdeckten W. F. Giauque und H. L. Johnston, dass Sauerstoff drei Isotope besitzt. Das bewog die Internationale Union für Reine und Angewandte Physik (IUPAP) dazu, eine Massenskala einzuführen, die auf m(16O) basiert, während im Bereich Chemie die IUPAC fortfuhr, die Ar(O) = 16, also Sauerstoff in seiner natürlichen Isotopenzusammensetzung, zu verwenden.
1957 schlugen A. O. Nier und A. Ölander unabhängig voneinander vor, dass mA(12C) = 12 u die älteren atomaren Masseneinheiten ersetzen sollte. Darauf einigten sich IUPAP und IUPAC dann in den Jahren 1959–1961. Bis zu dieser Zeit hatten folglich die Physiker und die Chemiker zwei leicht unterschiedliche Massenskalen. Im Jahr 1960 publizierten F. Everling, L. A. König, Josef Mattauch und Aaldert Wapstra Massen von über 600 Nukliden.
Mit dem Fortschritt der Messtechnik konnte die Avogadro-Konstante NA immer präziser bestimmt werden, so dass für die Definition des Mols als Einheit der Stoffmenge schließlich der „Umweg“ über die Anzahl der Atome in 12 g 12C nicht mehr erforderlich war. Die 26. Generalkonferenz für Maß und Gewicht beschloss mit Wirkung zum 20. Mai 2019, die Teilchenzahl NA in einem Mol exakt festzulegen. Daher ist die Masse von 1 mol 12C jetzt eine messtechnisch zu bestimmende Größe. Der Wert von NA wurde so gewählt, dass möglichst genau alle Atommassen mit ihren bisher über 12C bestimmten Werten übereinstimmen.
Die folgende Tabelle zeigt einige durchschnittliche relative Atommassen je nach den vier verschiedenen Bezugsmassen. Diese sind alle durch die Neudefinition entfallen.
| Element | bezogen auf | bezogen auf | bezogen auf | bezogen auf |
| Element | natH = 1    | natO = 16   | 16O = 16    | 12C = 12    |
| ------- | ----------- | ----------- | ----------- | ----------- |
| natH    | 01,000      | 01,008      | 01,008      | 01,008      |
| natCl   | 35,175      | 35,457      | 35,464      | 35,453      |
| natO    | 15,872      | 16,000      | 16,004      | 15,999      |
| natN    | 13,896      | 14,008      | 14,011      | 14,007      |
| natC    | 11,916      | 12,011      | 12,015      | 12,011      |

## Messung, Datensammlungen
Genaue Atommassen werden heute mit Massenspektrometern bestimmt. Dabei ergeben sich die Atommassen der einzelnen Isotope sehr präzise. Zur Bestimmung der Atommassen der Elemente in ihrer natürlichen Isotopenzusammensetzung muss dann noch das Isotopenverhältnis ermittelt werden. Für Zwecke der Chemie wird diese durchschnittliche Atommasse des natürlichen Isotopengemisches in der Erdkruste angegeben; in Spezialfällen muss die Herkunft des Isotopengemisches beachtet werden.

### Atomic Mass Evaluation
Eine von Aaldert Wapstra begründete internationale Expertengruppe sammelt seit etwa 1955 aus Originalpublikationen Messergebnisse der Atommassen aller bekannten Nuklide und bildet daraus eingeschätzte (d. h. evaluierte, fachmännisch bewertete) gewichtete Mittelwerte. Die Ergebnisse wurden bis zum Jahr 2003 in der Fachzeitschrift Nuclear Physics A veröffentlicht. Die Geschichte der Messung der Massen der Nuklide und ihrer Einschätzungen hat Wapstras Mitautor Georges Audi im Jahr 2006 zusammengefasst. Dieser Fachartikel enthält auch viele Literaturverweise zur Geschichte. Den jeweils neuesten Stand der eingeschätzten Atommassen veröffentlicht die Gruppe etwa alle zehn Jahre mit der Bezeichnung AMEyyyy, wobei das yyyy für das Jahr steht, z. B. AME2021.
Die Datenliste dieser Auswertung ist z. B. auf den Nuclear Data Services (NDS) Datenservern der IAEA abrufbar.

### Commission on Isotopic Abundances and Atomic Weights (CIAAW)
Die CIAAW-Kommission ist Teil der IUPAC und existiert seit 1899. Daten für sog. Standard-Atomgewichte (Stand 2021) und Isotopenhäufigkeit (Stand 2013) wurden veröffentlicht.
Für Atommassen im chemischen Sinn kann eine auf dem Stand von 2013 der IUPAC beruhende Microsoft-Excel-97-2003-Arbeitsmappe der IUPAC mit dem Titel Table of Standard Atomic Weights 2013 aus dem Netz abgerufen werden. Für das Mischelement Eisen z. B. findet man dort als aktuell besten Wert der durchschnittlichen Masse eines neutralen Atoms {\displaystyle 55{,}845(2)\,\mathrm {u} } (die Ziffer in Klammern gibt die Unsicherheit der letzten Stelle an). Eine auf der aktuellen Version von 2021 der IUPAC beruhende Version der Excel-Tabelle wurde bis März 2024 nicht veröffentlicht.

## Komponenten der Atommasse
| Atomkern                                           |                                                                          |                          |
|                                                    | Z Protonen                                                               | 931 MeV/c2 je Proton     |
| N Neutronen                                        | 938 MeV/c2 je Neutron                                                    |                          |
| abzüglich Bindungsenergie (nuklearer Massendefekt) | ≈ 8 MeV/c2 pro Nukleon, d. h. ≈ 0,8 % (weniger bei sehr leichten Kernen) |                          |
| Atomhülle                                          |                                                                          |                          |
|                                                    | Z Elektronen                                                             | 0,511 MeV/c2 je Elektron |
| abzüglich Bindungsenergie (atomarer Massendefekt)  | äußerste Elektronen: wenige eV/c2 innerste Elektronen: bis ≈ 100 keV/c2  |                          |

Die Masse von Atomen setzt sich aus mehreren Komponenten zusammen. Den weitaus größten Teil trägt der Atomkern bei. Manche Kerne haben langlebige angeregte Zustände (Kernisomere) und daher in diesen Zuständen eine etwas geringere Bindungsenergie.
Die Bindungsenergie der Elektronen ist deutlich geringer. Zur Freisetzung des ersten Elektrons benötigt man auch bei Kernen hoher Ladungszahl Z nur wenige eV an Ionisierungsenergie, weil die übrigen Elektronen die Kernladung weitgehend abschirmen. Weitere Ionisierung erfordert aber immer höhere Energien. Die Bindung der innersten Elektronen ist proportional zu Z2 (Moseleysches Gesetz) und kann bei den schwersten Elementen 105 eV und mehr erreichen.
In chemischen Verbindungen führt die freiwerdende chemische Bindungsenergie zu einer weiteren Massenreduktion. Die Unterschiede liegen allerdings in der Größenordnung von einigen 10−11 bis 10−10 und damit unter der derzeitigen Nachweisgrenze. Daher kann man in der Chemie den Massenerhaltungssatz anwenden.